# 李恪嬪
李恪嬪，明光宗泰昌帝妃嫔。

## 生平
原为太子淑女，泰昌帝即位后一个月就死去，未来得及册封姬妾们。
明熹宗即位，沒有把李氏尊封為妃嬪，而是幽禁在乾西。
崇祯帝時，才尊封李氏為恪嬪。
明朝灭亡，恪嬪从皇宫逃出，到清朝入关后回到北京，由清廷出资赡养。